# 山王河（福莱社区）站
山王河（福莱社区）站是青岛地铁6号线的地铁车站，位于中华人民共和国山东省青岛市黄岛区团结路与紫荆山路交叉口南侧，于2024年4月26日开通。

## 车站结构
山王河（福莱社区）站位于团结路与紫荆山路交叉口南侧，沿团结路路南设置，呈东西走向，为地下两层岛式站台车站，车站长154.8米，标准段宽22.1米，车站地下一层为站厅层，地下二层为站台层，站台设置全高站台门。
| 地面              | 出入口 | A、B、C、D出入口 |
| 地下一层          | 站厅   | 客服中心、自动售票机、验票机                                                                                          |
| 地下二层          | 站台   | \| \| \| 6号线往横云山路（終點站） \| \| 島式 · 開左邊车门 \| \| \| \| \| \| 6号线往灵山湾（河洛埠（中德生态园）） \| |
|                   |        | 6号线往横云山路（終點站）                                                                                             |
| 島式 · 開左邊车门 |        | |
|                   |        | 6号线往灵山湾（河洛埠（中德生态园））                                                                                 |

## 出入口
山王河（福莱社区）站共设4个出入口，各出口及周围设施如下所示：
| 编号                | 指示                     | 建议前往的目的地                             | 图片 |
| ------------------- | ------------------------ | -------------------------------------------- | ---- |
| A · 出口            | 团结路(南)，紫荆山路(西) |                                              |      |
| B · 出口            | 团结路(北)，紫荆山路(东) | 山王河湿地公园，青岛西海岸新区中德生态园小学 |      |
| C · 出口 · （设有） | 青环路(南)，紫荆山路(东) |                                              |      |
| D · 出口            | 青环路(南)，紫荆山路(西) |                                              |      |
| 图例： 设有         |                          |                                              |      |

## 接驳交通

### 公交车
- 福莱社区：K3路，黄岛822路，黄岛K19路
- 山王西：黄岛26路，黄岛26路西海岸综合保税区线，黄岛811路，黄岛822路

## 车站历史
本站工程名为中德工业园站，公示站名为山王河公园站，正式站名为山王河（福莱社区）站，以车站附近的山王河湿地公园与福莱社区住宅区命名。
- 2024年4月26日，车站随6号线一期通车开通[1]。